# Škoda Karoq
O Škoda Karoq é um automóvel crossover de segmento C produzido pela Škoda Auto, sendo construído na plataforma MQB do Volkswagen Group, o veículo substituiu o Škoda Yeti.